# Као (нэнго)
Као (яп. 嘉応 као:) — девиз правления (нэнго) японского императора Такакура, использовавшийся с 1169 по 1171 год .

## Продолжительность
Начало и конец эры:
- 8-й день 4-й луны 4-го года Нинъан (по юлианскому календарю — 6 мая 1169);
- 21-й день 4-й луны 3-го года Као (по юлианскому календарю — 27 мая 1171).

## Происхождение
Название нэнго было заимствовано из 64-го цзюаня классического древнекитайского сочинения Ханьшу:「天下殷富、数有嘉応」.

## События
- 1169 год (3-я луна 1-го года Као) — дайдзё тэнно Го-Сиракава совершил паломничество на гору Коя-сан[5];
- 1169 год (6-я луна 1-го года Као) — Го-Сиракава постригся в буддийские монахи и стал императором-затворником[5];
- 1169 год (12-я луна 1-го года Као) — тюнагон Фудзивара-но Нурисика был сослан в провинцию Бинго по жалобе буддийских священников горы Хиэй, но вскоре он был отозван в столицу Хэйан-кё за заслуги прошлых лет императору Го-Сиракава[5];
- 1171 год (14-й день 12-й луны 2-го года Као) — Фудзивара-но Мотофуса получил титул Главного министра[6];

## Сравнительная таблица
Ниже представлена таблица соответствия японского традиционного и европейского летосчисления. В скобках к номеру года японской эры указано название соответствующего года из 60-летнего цикла китайской системы гань-чжи. Японские месяцы традиционно названы лунами.
| 1-й год Као (Земляной Бык)         | 1-я луна       | 2-я луна*  | 3-я луна  | 4-я луна* | 5-я луна               | 6-я луна* | 7-я луна* | 8-я луна   | 9-я луна*   | 10-я луна  | 11-я луна* | 12-я луна  |               |
| ---------------------------------- | -------------- | ---------- | --------- | --------- | ---------------------- | --------- | --------- | ---------- | ----------- | ---------- | ---------- | ---------- | ------------- |
| Юлианский календарь                | 30 января 1169 | 1 марта    | 30 марта  | 29 апреля | 28 мая                 | 27 июня   | 26 июля   | 24 августа | 23 сентября | 22 октября | 21 ноября  | 20 декабря |               |
| 2-й год Као (Металлический Тигр)   | 1-я луна       | 2-я луна   | 3-я луна* | 4-я луна  | 4-я луна* (високосная) | 5-я луна  | 6-я луна* | 7-я луна*  | 8-я луна    | 9-я луна*  | 10-я луна  | 11-я луна* | 12-я луна     |
| Юлианский календарь                | 19 января 1170 | 18 февраля | 20 марта  | 18 апреля | 18 мая                 | 16 июня   | 16 июля   | 14 августа | 12 сентября | 12 октября | 10 ноября  | 10 декабря | 8 января 1171 |
| 3-й год Као (Металлический Кролик) | 1-я луна       | 2-я луна*  | 3-я луна  | 4-я луна  | 5-я луна*              | 6-я луна* | 7-я луна  | 8-я луна*  | 9-я луна    | 10-я луна* | 11-я луна  | 12-я луна* |               |
| Юлианский календарь                | 7 февраля 1171 | 9 марта    | 7 апреля  | 7 мая     | 6 июня                 | 5 июля    | 3 августа | 2 сентября | 1 октября   | 31 октября | 29 ноября  | 29 декабря |               |

* звёздочкой отмечены короткие месяцы (луны) продолжительностью 29 дней. Остальные месяцы длятся 30 дней.